# Raimariely Santos
Raimariely Santos (ur. 13 kwietnia 1992 r. w Portoryko) siatkarka gra na pozycji rozgrywającej. 
Obecnie gra w klubie Leonas de Ponce.